# Ремесло в Англии
Как система производства меновых ценностей, служащая источником существования для значительной части городского населения, ремесло получает своё значение лишь в Средние века. История ремесла в Англии, которая раньше континентальных государств, и притом в зависимости только от роста её собственных экономических сил, прошла через все известные нам фазисы промышленного развития, является особенно поучительной.
Возникнув, как и на континенте, в недрах семейного производства, ремесло развилось и окрепло в Англии уже в англосаксонский период и в XI веке, благодаря быстрому росту городов, стало важным фактором в экономической жизни англичан. Рассчитанное на удовлетворение нужд определённого круга потребителей, оно обеспечивало всякому, прошедшему определённую школу выучки, верный источник существования, а обществу — надлежащий контингент лиц, изготовлявших доброкачественные предметы. В норманнский период довольно подробно регламентируются требования, которым должны удовлетворять лица, занимающиеся ремеслом, и самые ремесленные изделия, а также устанавливается контроль публичной власти за работой ремесленников.
Период господства ремесленной системы производства продолжался до конца XVI столетия. К этому времени относится ремесленный устав 1562 года: «An Act containing divers Orders for Artifices, Labourers, Servants of Husbandry and Apprentices», который ставит себе задачей согласовать интересы мастеров, их подмастерьев и учеников и, не отступая даже перед принудительным привлечением к труду свободных малоимущих граждан, противодействовать духу исключительности в среде ремесленного класса.
Семилетнее обучение ремеслу, точное определение количества часов работы и размера вознаграждения подмастерьев, установление, в интересе последних, известного соотношения между ними и числом учеников — таковы важнейшие меры, принятые в царствование Елизаветы. Свободное развитие государства, при отсутствии опустошительных неприятельских нападений, длина береговой линии, обилие судоходных рек, предприимчивость и энергия англичан — всё это привело к расширению рынка, на который работало ремесло, и к подготовке крупной формы производств. Совокупностью этих причин объясняется возникновение капиталистических предприятий уже во 2-й половине XV века ремесло скоро почувствовало их экономическую силу, и со стороны ремесленников послышались просьбы о защите.
Уже в 1555 году был издан закон, дозволявший суконщикам вне городов и местечек обладание лишь одним станком, ткачам сукна вне городов — лишь двумя станками, а валяльщикам совсем запрещавший обладание ими. Ткачи, которым вменено в обязанность работать не более как на 2-х станках, имели право держать только 2-х учеников, с непременным соблюдением срока семилетнего обучения. Целью этого закона было пособить ремесленнику, испытывавшему уже тогда тяжесть конкуренции со стороны капиталиста. В сукноделии, однако, уже во второй половине XVI в. прочно утвердилась домашняя система крупного производства. К середине XVII столетия во многих отраслях ткацкого производства мастер сдавал не совсем отделанный продукт постоянному покупщику, который, со своей стороны, нанимал особых работников для окончательной обработки. Экин, Джон (John Aikin), в «Description of the country round Manchester» (London, 1795), сообщает, что к таким работам привлекались и дети.
Вскоре после своего превращения в домашнюю систему производства сукноделие стало соединять разбросанных работников под одной кровлей. В начале XVII в. встречаются мануфактуры с сотней ткацких станков. Постепенно ремесло утратило господство в производствах шерстяном, льняном, плисовом, шелковом, конопляном, чулочном, ниточном, железном, кожевенном, шапочном, шляпочном, войлочном, ювелирном, часовом и др. Потеряли, вместе с тем, свою силу правила о сроках обучения, числе учеников, таксах вознаграждения и т. п.
В 1719 году поступила в Палату общин петиция об отмене различных узаконений, препятствовавших увеличению размеров производства. В разных местах (Галифаксе, Лидсе и др.) устраивались суконные фабрики, против которых ремесленники вели ожесточённую атаку. Встречались и попытки со стороны последних организовать сбыт продуктов на более широких началах (устройство с этой целью в Лидсе суконных галерей). Все это не помешало победе крупных капиталистов.
В конце XVIII и начале XIX веков ремесленники и кустари, принимая следствие за причину, направили своё негодование против машин, введение которых сопровождалось целым рядом сильных волнений (см. Машины). «Clothier Institution» требовала запрещения фабрик и угрожала им сожжением. Происходила также агитация в пользу обновления старого ремесленного строя и обязательного соблюдения его норм. Несмотря на различные ограничения, машины прокладывали себе дорогу. Решительным в этом отношении моментом послужило введение машин в хлопчатобумажном прядении, подготовившее их торжество и в ткачестве.